# Количественная гистология
Количественная гистология - это наука, которая изучает закономерности развития и функционирования тканей, используя при этом количественные переменные и строгие методы проверки гипотез. Количественную гистологию корректнее рассматривать не в качестве самостоятельной научной дисциплины, а как некое переходное состояние собственно гистологии, на пути ее развития от описательной к точной науке.

## Что такое количественная гистология
Биологическая наука гистология изучает ткани - сложные мозаики, сформированные клетками и межклеточным веществом, наличие которых характерно для многоклеточных организмов. Ткани человека попадают в сферу внимания не только биологии, но и медицины. В последнем случае к задачам исследования добавляется изучение патологических процессов на уровне тканей, а саму дисциплину называют патогистологией.
Традиционно гистологию рассматривали в качестве описательной науки, однако в последнее время она активно преображается, что связано главным образом с применением методов количественного анализа. Такие преобразования позволяют говорить о количественной гистологии.
Внедрение элементов количественного анализа позволяет эффективнее находить зависимости между структурой и функцией тканей и/или клеток, повышать точность получаемых оценок, снижать влияние субъективного фактора на результаты анализа, а также автоматизировать процедуры исследования и диагностики (Никоненко, 2013).
Очевидно то, что в своем развитии гистология повторяет путь, пройденный ранее физикой. На первом этапе своего существования наука накапливает информацию об изучаемых объектах. Затем эта информация классифицируется, а между объектами эмпирическим путём устанавливаются связи. Далее исследователи, пытаясь объяснить изучаемые феномены, начинают создавать математические модели. Начало точного периода развития науки можно отнести к тому времени, когда результаты испытаний математических моделей достаточно точно согласуются с реальными показателями.

## История возникновения и развития
Фундамент количественной гистологии начал закладываться еще на заре микроскопических исследований. Считают, что первые попытки измерения клеток были предприняты в конце XVII столетия голландцем Антони ван Левенгуком (Antoni van Leeuwenhoek), который использовал песчинки в качестве эталона при определении размера эритроцитов человека. Позже для подобных измерений стали использовать специальные оптико-механические приспособления, например окуляр-микрометр, проецирующий в фокальную плоскость микроскопа измерительную шкалу или перемещаемые визиры. В микроскопию этот прибор попал из астрономии, где был впервые применен Уильямом Гаскойном (William Gascoigne) (1612-1644) [Vazquez, Vaquero, 2009].
Иной измерительный инструмент - гемоцитометр начали использовать во второй половине XIX века. Он представлял собой толстое предметное стекло с углублением в форме прямоугольной камеры, которую заполняли суспензией клеток. Клетки подсчитывали в пределах камеры под обычным световым микроскопом. Для решения определенных задач цитометрии данное приспособление применяют и в настоящее время. В качестве любопытной детали можно добавить, что Уильям С. Госсет (William S. Gosset), автор статистического теста Стьюдента, в своё время использовал гемоцитометр для подсчета клеток пивных дрожжей [Gosset, 1907].
Проникновение математических методов в гистологию можно наблюдать на примере решения задачи интерпретации измерений, проведенных на случайных срезах. Тут уместно дополнительное объяснение. Срезы - это наиболее востребованный тип гистологического препарата. В большинстве случаев они позволяют наблюдать лишь случайные сечения структур, поэтому корректный количественный анализ последних возможен лишь при соблюдении принципов стохастической геометрии.
На этих принципах основаны так называемые стереологические методы, которые на практике часто сводятся к совмещению изображений тканей и/или клеток с изображениями массивов тестовых точек или линий и подсчету пересечений с ними профилей интересующих структур. Стереологические решения отдельных проблем морфометрии известны уже с начала XX века [Wicksell, 1925]. К настоящему времени разработаны методы, позволяющие получать несмещенные оценки количества, объема, площади или длины микроскопических структур, интерпретировать размерные распределения и др. [Howard, Reed, 1998].
Если главным инструментом гистологии является микроскоп, то в количественной гистологии эту роль выполняет система анализа изображения, которую упрощенно можно представить как микроскоп, объединенный с компьютером. Программная часть современных систем анализа изображений содержит десятки алгоритмов, нацеленных на анализ количества и размеров микроскопических структур, топологии ткани, пространственного распределения объектов и др.
Такие системы способны обеспечивать визуальный скрининг гистологических препаратов и, например, синхронизацию данных, полученных в ходе анализа изображений, с генетическими профилями опухолей. Некоторые системы способны принимать диагностические решения, что относит их к категории так называемых экспертных систем. Они способны ранжировать новообразования по тяжести и даже делать прогноз выживаемости пациента [Bourzac, 2013].
Тот момент, когда задачи исследования начинают решать с помощью математических моделей, знаменует определенный этап развития научной дисциплины. В качестве иллюстрации использования таких моделей в гистологии можно упомянуть деятельность английского исследователя Дениса Нобла (Denis Noble). В 1960 году, еще будучи студентом, он предложил математическую модель кардиомиоцита. Её испытание показало, что изменяя электрический потенциал в отдельной клетке можно воспроизвести ритм сердечных сокращений. Позже Д.Нобл усложнил задачу, перейдя к моделированию сердечной ткани, а в 1990-х годов его модели начали учитывать детали анатомического строения сердца [Noble, 2002]. В настоящее время их используют для тестирования эффектов антиаритмических препаратов.
Примером иной математической модели, которая описывает развитие тканевых структур в пространстве и времени, может служить интерактивная модель органогенеза поджелудочной железы. Она использует анимированный интерфейс, позволяющий визуально наблюдать результаты моделирования, а также взаимодействовать с моделью. Клетки железы имитируются как автономные агенты, воспринимающие сигналы окружающей среды и реагирующие на них. Анимированный интерфейс основан на движке 3D GameStudio - коммерческом программном продукте, который используют при разработке компьютерных игр и приложений виртуальной реальности [Setty et al., 2008].

## Современные приложения
В настоящее время приложения количественной гистологии нацелены на:
● Разработку методов, позволяющих получать объективные оценки характеристик тканей и/или клеток.
● Нахождение новых (количественных) критериев оценки функции тканей, а также маркеров патологических процессов.
● Автоматизацию анализа гистологических препаратов. Это позволяет ускорять процедуры диагностического скрининга препаратов специализированными системами анализа изображений и, как следствие, назначение целевой помощи пациентам.
● Разработку алгоритмов для компьютеризированных систем, способных помогать врачу в постановке диагноза. Программная часть ряда таких систем содержит элементы искусственного интеллекта, поэтому они способны самостоятельно принимать диагностические решения. Это становится возможным лишь после того, как критичные характеристики гистологического препарата будут представлены в форме количественных переменных.

## Публикации и издания
Материалы, посвященные тематике количественной гистологии, можно найти в научных монографиях [Glaser et al., 2007; Никоненко, 2013] и периодических изданиях широкого научного профиля. Однако, существуют и специализированные журналы, такие как «Аналитическая и Количественная Цитология и Гистология» (Analytical and Quantitative Cytology and Histology, AQCH). Это официальное издание Международного Цитологического Общества (International Academy of Cytology) и Итальянского Общества Уропатологов (Italian Society of Urologic Pathology).
Журнал «Анализ Изображений и Стереология» (Image Analysis & Stereology) является официальным изданием Международного Стереологического Общества. На его страницах можно найти материалы, посвященные морфометрии, стереологии, обработке и анализу изображений, математической морфологии, стохастической геометрии и другим вопросам.
Журнал «Диагностическая Патология» (Diagnostic Pathology) представляет собой издание открытого доступа, которое существует лишь в электронной форме и публикует данные исследований в области медицинской диагностики. Журнал уделяет внимание молекулярно-биологическим, морфометрическим (стереологии, анализу ДНК, синтактическому структурному анализу) и коммуникационным (телемедицине, виртуальной микроскопии и др.) аспектам диагностики.
Материалы, имеющие отношение к количественной гистологии, можно также найти на страницах научных журналов «Микроскопические Исследования и Методы» (Microscopy Research and Technique), «Журнал Микроскопии» (Journal of Microscopy), «Цитометрия Часть А» (Cytometry Part A), «Цитометрия Часть В: Клиническая Цитометрия» (Cytometry Part B: Clinical Cytometry) и др.